# 큐브위성
큐브위성 또는 큐브샛(Cubesat)은 부피 1리터(10 cm*10 cm*10 cm), 질량 1.33kg을 넘지 않는 초소형 인공위성을 말한다.
1999년 캘리포니아 폴리테크닉 주립대학(California Polytechnic State University)과 스탠포드 대학(Stanford University)이 공동으로 학생들의 교육을 위한 목적으로 개발하였다.
교육용 목적으로 개발되었지만, 현재 많은 인공위성 기업들이 큐브샛 분야에 발을 들이고 있고, 킥스타터(Kick Starter)에도 많은 프로젝트들이 활발히 진행되고 있다.

## 역사[2]
1999년에 시작된 큐브샛 프로젝트는 칼 폴리(California Polytechnic State University)의 Jordi Puig-Suari 교수와 스탠포드 대학의 'Space Systems Development Laboratory(SSDL)'소속 Bob Twiggs 교수의 협동으로 이뤄졌다. 이 프로젝트의 목표는 대학원생들이 실제 위성을 디자인, 설계, 테스트하고 작동시켜볼 수 있게하는 것이었다. 최초로 제안된 큐브샛의 모형이 현재의 표준이 된 것은 아니고, 시간에 걸쳐 발전되면서 현재의 표준 모델이 정립되었다. 최초의 큐브샛은 2003년 6월 Russian Eurockot에서 발사 되었고, 2014년 현재 대략 200개 정도의 큐브샛이 궤도로 발사 되었다.
소형 위성에 대한 가능성은 1998년 SSDL의 연구 성과로 인해 더욱 더 커졌다고 할 수 있다. SSDL의 학생들은 1995년부터 'OPAL(Orbiting Pico-satellite Automatic Launcher)' micro satellite에서 연구를 진행해 왔다. 주 발사체 옆에 붙어 발사되는 형태의 pico satellites를 개발하던 OPAL은 새로운 발사 시스템 체계를 만들어 냈다. 허나 새로운 발사 시스템은 너무나도 복잡하고, 제작하는데 많은 시간을 들여야만 했다. 프로젝트가 지연되면서, Twiggs는 교수는 DARPA의 재정 지원을 받아내는데 많은 공을 들였고, 그 결과로 새로운 발사체계를 디자인하였다. 새로운 발사 체계는 스프링으로 작동되는 단순한 Pusher Plate Concept 이었고, 현재도 이 시스템이 사용되고 있다.
OPAL에 의해 제안된 Pico satellite에 큰 영감을 받았고, 또한 좀 더 빠르게 발전을 이룩하고자 했던 Twiggs는 '얼마나 사이즈를 줄이면서 실용적인 위성이 될 수 있는지'에 대해 연구하기 시작하였다. OPAL이 제안한 Picosatellites는 10.1*7.6*2.5 cm 였는데, 이 사이즈로는 모든 면을 태양전지 판넬로 덮을 수 없었다. Beanie Babies를 전시하는 상자에 영감을 받은 Twiggs는 처음으로 10 cm 보다 큰 큐브형태를 (아직은 이름 붙여지지 않았었던) 새로운 큐브샛 컨셉 가이드 라인으로 정하였다. 발사체의 모델은 OPAL의 수정된 발사체 형태와 같은(Pusher Plate Concept) 형태가 사용되었다. Twiggs는 이 아이디어를 Puig-Suari에게 1999년 여름 'Japan-U.S. Science,Technology, and Space Applications Program(JUSTSAP)'에서 제안하였다.

## 특징

### 간단한 디자인
큐브샛의 기본 표준은 가로,세로,높이 10 cm 즉 부피 1L 규격이다. 이 표준 단위를 UNIT이라고 지칭한다. 유닛 하나로 구성된 위성을 1U Cubesat, 2개가 붙어있으면 2U Cubesat, 3개가 붙어있으면 3U Cubesat이라고 한다. 이러한 간단한 디자인은 플랫폼으로서 큐브샛을 가능케 했다. 이것은 단순한 박스이기 때문에, 사람들은 그 박스에 들어갈 것을 찾기만 하면 된다. 여기서 핵심은 박스 디자인이 부하를 견디기에 아주 적합한 튼튼한 구조라는 것이다. 위성을 우주로 쏘아올리는데에 주된 걱정거리 중 하나는 위성의 여러 요소가 파괴되지 않고 발사 과정을 견뎌내냐는 것이었다. 이러한 걱정은 여러 부품들을 박스안에 넣음으로써 간단히 해결되었다. 박스 사이즈에 맞기만 한다면 카메라, 센서, 배터리 등등 여러 가지 다양한 것들을 넣어 우주로 쏘아 올릴 수 있다. 따라서, 이러한 단순한 디자인은 무엇을 우주로 보낼 수 있을지에 대한 가능성의 문을 활짝 열었다고 할 수 있다.

### 오픈 소스
큐브샛의 또 다른 특징은 바로 오픈 소스(Open Source)라는 것이다. 오픈소스라는 것은 웹상에서 누구나 큐브샛 제작 방법을 찾을 수 있다는 것이다. 학생,엔지니어,아마추어 가릴 것 없이 누구나 큐브샛에 관심이 있고, 직접 제작하고자 하는 열정만 있다면 어디서든 설계도를 구해 제작할 수 있다는 이야기이다. 표준 큐브샛 설계도는 Cubesat.org에서 쉽게 구할 수 있다. 단순한 디자인과 오픈소스라는 점은 큐브샛을 대표하는 두 가지 특징이다. 이 두 특징은 큐브샛의 가능성과 혁신을 이끌어 내고 있는 아주 중요한 부분이다. 단순한 디자인이 사람들의 흥미를 끌고, 오픈 소스로 개방된 방법을 통해 다양한 배경의 사람들이 어려움 없이 큐브샛 제작에 참여할 수 있게 되었다.

### 대량 생산
기존의 인공위성은 위성 개별체마다 일대일로 대응되는 발사체가 있어야 했다. 이와 다르게 큐브샛은 발사체 자체가 정격적으로 정해져 있다. 주 발사체 옆에 붙여서 스프링으로 튕겨내기만 하는 형태이기 때문에, 큐브샛끼리는 모두 같은 발사체를 사용할 수 있고 별도의 발사 비용도 들지 않는다. 이로 인해서 큐브샛 하드웨어 자체의 대량생산이 가능해졌다. 발사 자체에도 비용이 적게 들고, 대량 생산으로 인해 제작비용 자체도 매우 떨어졌기 때문에, 큐브샛이 위성 산업 자체를 크게 바꾸고 있다.

### 동시성
큐브샛이 적은 비용으로 우주에서 임무를 수행할 수 있다는 장점이 있지만, 큰 위성이 해오던 일 자체를 하기에는 출력의 크기나, 제어의 어려움등 아직 미흡한 점이 많다. 허나 큰 인공위성이 갖지 못하는 큐브샛의 가장 큰 장점은 바로 동시성이다. 큰 인공 위성은 자기에게 할당된 지역만을 바라보면서 임무를 수행할 수 밖에 없지만, 큐브샛은 동시에 지구 전체를 대상으로 혹은 우주 전체 방향을 대상으로 특정 임무를 수행할 수 있다. 따라서 이 부분이 큐브샛으로 행해지는 여러 가지 프로젝트들이 갖는 가장 큰 장점이라고 할 수 있다. 지금까지 동시적으로 지구 전체의 사진을 찍는다거나, 대기를 분석한다는 등의 임무는 수행하는 것이 불가능 했지만, 큐브샛의 등장으로 인해서 우주를 대상으로하는 동시다발적 임무수행이 가능해졌다.

## 현황

### 연구 교육 분야

#### QB50 Project
QB50 Project는 다수의 큐브샛을 하나의 네트워크로서 발전 시킬 수 있다는 가능성을 증명할 수 있는 프로젝트이다. 전 세계 대학의 팀들이 기초적인 큐브샛 하드웨어를 만들고, 주관 단체인 Von Karman institute가 센서를 달아 지구 대기의 여러 특성을 동시적으로 측정하는 것이 목적인 프로젝트이다. 큐브샛만이 가질 수 있는 동시성이라는 장점과, 대량 생산의 가능성이라는 특징을 잘 살리고 이용하는 프로젝트라고 할 수 있다. 한국에서도 카이스트(KAIST)와 서울대학교 항공우주연소추진연구실(SNU Aerospace Propulsion and Combustion Laboratory) 이 프로젝트 팀으로서 참여하고 있다. 2015년 2월부터 발사하는 것을 목표로 프로젝트가 진행되고 있다.

#### TRIO-CINEMA[5]:(KHUSAT-01&02)
TRIO-CINEMA(Triplet Ionospheric Observatory - Cubesat for Ions, Neutrals, Electrons, MAgnetic fields) 프로젝트는 한국 경희대학교 우주탐사학과의 천문우주관측기기연구실 & 우주기상탑재체연구실(AIR&SSI Laboratory)와 미국 UC 버클리(University of California, Berkeley)의 Space Science Laboratory가 공동 개발을 한 위성 프로젝트이다. 2009년 개발을 시작으로 2012년 9월 발사에 성공한 시네마 1기 이후로, 경희대학교 독자의 기술로 시네마 2기(KHUSAT-01), 3기(KHUSAT-02)가 발사되어 총 3기의 시네마가 궤도를 돌고 있다. 시네마는 태양풍에 의한 지구 영향과 지구 근접 공간의 물리적 현상을 규명하고, 새롭게 발견되고 있는 중성입자 분포 측정과 우주환경 변화를 연구하기 위해 제작됐다. 크기는 가로 10 cm, 세로 10 cm, 높이 34 cm, 무게 3.1 kg(3U Cubesat)으로 초소형 위성이지만, 최첨단 관측장비를 탑재하고 실질적인 관측임무를 수행할 수 있는 구조적 특징이 있다. 총 3기의 다중 위성인 시네마는 입체적 관측으로 정밀한 자료를 확보하게 된다.

#### OSSI(Open Source Satellite Initiative)
OSSI(Open Source Satellite Initiative는 개인과 우주와의 직접적인 관계를 표방하는 오픈 소스 인공위성 운동이다. OSSI는 효과적인 지식 공유를 위해 인공위성을 만드는 방법을 공유한다. OSSI는 초보자를 대상으로 많은 그림과 비유를 통해 인공위성을 만들고 쏘아올려 동작시키는 과정을 공유한다. OSSI의 대표적인 활동은 2013년 4월 개인 최초로 위성 'OSSI-1'을 발사한 송호준의 프로젝트이다.

### 사업 분야

#### 아두샛(Ardusat)[7]

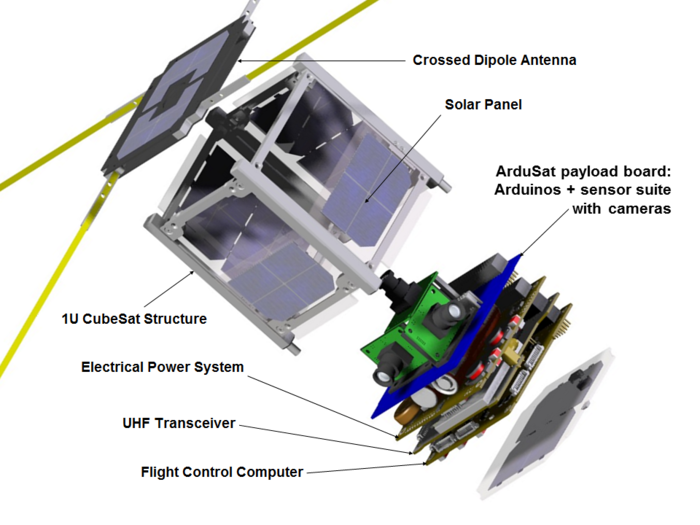
CAD Drawing of ArduSat

아두샛(Ardusat)은 아두이노(Arduino)를 기반으로 한 오픈 소스의 큐브샛 표준 모델이다. 이 표준 모델은 기본적인 아두이노 센서 보드를 포함하고 있다. 어느 누구나 여러 창의적인 생각을 우주환경에서 마음껏 펼칠 수 있도록 표준 하드웨어를 제시하는 것이 아두샛의 목표라고 할 수 있다. 공식 홈페이지(https://web.archive.org/web/20140209012423/https://ardusat.org/%29%EC%97%90%EC%84%9C 1,000$라는 가격으로 아두샛 기본 키트를 판매하고 있으며 여러 가지 기본적인 교육 영상도 제공하고 있다.

#### 플래닛 랩스(Planet Labs)
플래닛 랩스(Planet Labs)는 인공위성 네트워크로 실시간 지구 사진을 찍어서 오픈 데이터의 형태로 제공해주는 미국의 기업이다. 플래닛 랩스는 2010년 Cosmogia Inc.로 설립되었고, 샌프란시스코(San Francisco)에 위치하고 있다. 2013년 4월 큐브샛인 Dove 1과 Dove 2를 성공적으로 발사하였다. Dove 3과 Dove 4는 2013년 11월에 발사되었다. 2013년 6월 플래닛 랩스는 Flock 1이라는 28개의 큐브샛으로 구성된 지구 관측 네트워크 플랜을 발표하였다.
Dove 1의 발사와 함께 전 세계 언론에 많은 주목을 받았고, 이들이 만들어 내는 새로운 지구 관측 자료는 다양한 분야에 적용되어 새로운 가치를 만들어 낼 수 있을 것이라고 기대되고 있다.

### 예술 활동

#### Art In Space[11]
Art In Space 프로젝트는 Clyde-Space라는 영국의 큐브샛 개발 단체와 Iam8bit이라는 미국의 멀티 엔터테인 씽크탱크(Multi-Entertain Think tank)가 협업한 프로젝트이다. Clyde-Space에서 개발한 Ukube-1을 위한 미디어 아트를 Iam8bit 측에서 디자인하는 식으로 프로젝트는 진행되었다. 이 프로젝트는 일종의 미디어 아트로서 미디어의 매개체로 큐브샛을 이용한 것이라고 할 수 있다. 'The Universe's First Celestial Charging Station'이라는 부제를 갖고 있으며, 2013년 12월 발사 되었다.

#### ARTSAT(INVADER & DESPATCH)[12]
INVADER(ARTSAT 1)(Interactive satellite for Art and Design Experimental Research)는 일본의 Tama-Art University에서 아트 프로젝트의 일환으로 쏘아올린 1U Cubesat이다. 이것은 ARTSAT:Art and Satellite Project의 첫번째 프로젝트였다. INVADER는 세 가지 임무를 가지고 있는데 이 특징은 다음과 같다.
- 몇 개의 센서가 예술 활동을 위한 데이터를 제공해 준다. 예를 들어 위성으로부터 측정된 온도 정보에 따라 빛의 색이 조절되는 컨트롤러로 예술 활동을 할 수 있다.
- 저 해상도의 카메라(150*150 픽셀)가 지구의 이미지를 얻는데 사용된다.
- 디지-토커(Digi-Talker) : 음성 데이터를 FM 주파수를 이용해 전송하고 센서 데이터를 디지-토커를 이용해 전송할 수 있다.[13]

DESPATCH(ARTSAT 2 )(Deep Space Amateur Troubadour’s Challenge)는 ARTSAT의 두번째 프로젝트로써 하나의 조각품이라고 할 수 있다. 50 cm*50 cm*45 cm 크기에 30 kg 질량을 갖는 이 큐브샛은 3D Printer를 이용해 제작되었다. 이 위성은 최대 작동 고도인 3,000,000km에서 작동할 예정이다. 2014년 중순 발사를 예정으로 하고 있고, 태양열 판 없이 전원이 공급 되어야 하므로, 낮은 정보 전송 주기를 가질 것으로 예측된다.

## 전망
미국의 크라우드 펀딩(Crowd Funding)사이트인 킥스타터(Kick Starter)에는 2014년 6월 23일 기준 우주탐사 분야에서 38개의 프로젝트가 등록 되어있다. 이 중 대부분은 큐브샛을 활용한 프로젝트들이고, Kicksat, Skycube 등 다양한 프로젝트들이 성공적인 펀딩을 통해 프로젝트를 진행 중이다.
 지난 4월 18일 미국에서 발사된 스페이스X사의 드래건 우주선에는 '킥샛(KickSat)'이 실렸다. 킥샛은 우주로 나가 그 안에 들어 있는 우표만 한 크기의 극초소형 위성 104개를 방출하였다. 이번 드래건 로켓에는 삼성의 '넥서스S' 스마트폰을 기본으로 한 큐브샛인 '폰샛(PhoneSat) 2.5'도 같이 실렸다. 폰샛은 소비자로부터 검증을 받은 스마트폰을 큐브샛의 두뇌로 삼은 것이다. 큐브샛 자체도 더 작아지기 위한 진화의 과정에 있고, 여러 민간 업체들이 큐브샛 산업에 뛰어들면서 큐브샛 산업은 더욱 발전할 전망이다.

## 기타

### 큐브위성 경연대회
큐브위성 경연대회는 미래창조과학부에서 주최하고, 한국항공우주연구원에서 주관하는 초소형 인공위성 경연대회이다.

전국의 대학(원)생을 대상으로 한 이 대회는 창의적이고 실현 가능성이 큰 큐브위성을 선정하여 개발비용 및 발사기회를 제공하고 우주개발에 관심 있는 대학(원)생들에게 위성 개발 및 발사 참여 기회를 제공한다는 의의를 가진다.또한 , 대국민 홍보를 통해 인공위성에 대한 국민들의 관심과 이해를 높여 우주기술의 저변을 확대한다는 목표를 가지고 있다.

## 같이 보기
- AMSAT